# Neotherina
Neotherina là một chi bướm đêm thuộc họ Geometridae.